# Aralé Norimaki
Aralé Norimaki (則巻アラレ, Norimaki Arare) est un personnage de fiction créé par Akira Toriyama dans le manga Dr Slump en 1980.

## Biographie fictive
Androïde fabriqué par le Dr Senbei Norimaki en 745, elle a l'apparence d'une petite fille. Officiellement, elle a 13 ans et Senbei commencera par la présenter comme sa sœur.
Aralé est douée d'une très grande force (elle casse souvent la Terre en deux, fait de même avec la Lune, envoie des personnes sur Mars, etc.), et est aussi capable de courir à Mach 1,5. Elle est intelligente dans le sens où elle est capable de résoudre des équations très compliquées, quand les élèves dissèquent une grenouille, elle fait une ablation de l'appendice de la grenouille mais est d'une incroyable naïveté et d'un âge mental assez bas vu qu'elle adore jouer à des jeux d'enfants.
Elle dispose de certaines techniques favorites : "l'Aralé punch", "l'Aralé kick", "l'attaque du caca", ou son "n'cha!".
Elle aime jouer d'ailleurs avec tout le monde (bon nombre de personnes voulant se débarrasser d'elle ont été ses camarades de jeux… bien involontairement) mais ses partenaires de jeux sont parfois victimes de sa trop grande force.
Autre souci, elle est myope et doit donc porter des lunettes sans lesquelles elle est incapable de voir normalement.
Au fil des épisodes plusieurs changements sont à noter (sans compter le style de dessins de l'auteur). Au début quand elle détache la tête de son corps, des fils relient les deux parties mais très vite ces fils disparaitront. De plus elle finira par avoir un canon N'cha au fond de sa bouche ce qui lui donne une force de frappe à distance.

### Apparition dansDragon Ball
Ce personnage apparaît aussi dans le tome 7 (Vous êtes poursuivis par le Commandant Blue !!) de Dragon Ball du même auteur.
Son Goku étant à la poursuite du Commandant Blue, ce dernier le fait chuter dans une île inconnue. Son Goku arrive au village Pingouin et fait la connaissance d'Aralé. Goku est surpris par son incroyable vitesse (il lui fera remarquer qu'elle se déplace plus vite que son Kinto-un) et par sa force impressionnante. Lorsqu'il repart, il conseille à Aralé d'aller participer au prochain Tenkaichi Budokai.
Elle apparaît également dans la série d'animation Dragon Ball Super, dans l'épisode 43 et 69 où elle arrive à battre sans problème Végéta d'abord avec son "Arale Kick" dans le ventre et l'envoie au loin d'un coup de "headbutt" dans le dos. Elle se fait également arracher la tête et la remets en place au grand étonnement des personnages dont Vegeta qui déclare "Je ne me battrait plus jamais contre un personnage de Shonen Comic !"

## Description

### À propos du nom
Son nom vient du mot japonais 霰 (même prononciation), le grêlon, en japonais.

## Œuvres où le personnage apparaît

### Mangas
- 1980 : Dr Slump
- 1984 : Dragon Ball

### Séries d'animation
- 1981 : Dr Slump
- 1986 : Dragon Ball
- 1997 : Dr Slump
- 2016 : Dragon Ball Super (caméo épisode 43, puis apparition épisode 69)

### Jeux vidéo
- 2005 : Jump Super Stars
- 2006 : Jump Ultimate Stars
- 2007 : Dragon Ball Z : Budokai Tenkaichi 3
- 2015 : J-Stars Victory VS +
- 2016 : Dragon Ball Fusions
- 2020 : Dragon Ball Z Kakarot